# Künstliche Kiemen
Unter künstlichen Kiemen versteht man ein Gerät, mit dem es möglich ist, Sauerstoff aus dem Wasser zu entnehmen und Kohlendioxid in das den Taucher umgebende Wasser unter Verwendung spezieller Membranen abzugeben. Die theoretisch mögliche, jedoch derzeit nicht praktisch anwendbare Technologie zur Atmung unter Wasser würde eine wesentliche Verlängerung der Tauchzeit bedeuten.
Das Verfahren wurde Ende der 1960er Jahre im Labor erfolgreich an Tieren erprobt. Goldhamster überlebten so zeitweilig in einem durch Silikonkautschuk-Membranen begrenzten Raum in einem Goldfischaquarium. Federführend war der bei General Electric angestellte Amerikaner Walter Robb.

## Ungelöste Probleme
- Die für den Menschen notwendige größere Sauerstoffmenge muss von dem Gerät aus dem Wasser entnommen werden. Hochgerechnet auf den Menschen wäre eine Membranfläche von rund 25 m² notwendig, bezogen auf mit Sauerstoff angereichertes, sauberes Aquariumswasser. In sauerstoffarmen Gewässern muss die Membranfläche deutlich größer sein.
- Die notwendige größere Membranfläche zur Erzielung dieser Menge muss berücksichtigt werden.
- Die notwendige Wasserumwälzung an der Membran zur Erzielung dieser Menge muss berücksichtigt werden.
- Die Haltbarkeit der Membran muss berücksichtigt werden.
- Die Notwendigkeit von Atemgasgemischen muss berücksichtigt werden.
- Die Funktionen der künstlichen Kiemen müssen auch unter schwierigen Bedingungen wie z. B. bei Schmutzwasser gewährleistet werden.

Auch die chirurgische Implantierung von Kiemen, wie im Science-Fiction, etwa bei Flash Gordon bzw. in Anlehnung an den Homo Aquaticus vorgeschlagen, trägt oft denselben Namen.